# Mr. President
Mr. President fue un grupo musical alemán de eurodance originario de Bremen, que obtuvo fama mundial por su éxito «Coco Jamboo» en 1996. Esta canción le dio su única entrada en las listas de sencillos de Estados Unidos, alcanzando el puesto 21. El nombre original del grupo fue Satellite One. La última formación se disolvió en 2008.

## Miembros
- Billy King (William Michael King III; 1993-2003)
- Sir Prophet Of Funk (George Jones; 1993-1994)
- Caren Miller (1994-1999)
- T-Seven (Judith Hinkelmann alias Judith Hildebrandt; 1991-1999)
- Lazy Dee (Delroy Rennalls; 1994-2008)
- Lady Danii (Daniela Haak; 1991-2008)
- Anne Schröder (1994-1999)
- Nadia Ayche (2001-2002)
- Myra (Myriam Beckmann; 2002-2003)
- Franzi (Franziska Frank; 2003-2008)

## Sencillos
| Año  | Título                                     | Posición en las listas | Posición en las listas | Posición en las listas | Posición en las listas | Posición en las listas | Álbum               |
| Año  | Título                                     | ALE                    | SUI                    | AUT                    | EUA                    | R.U.                   | Álbum               |
| ---- | ------------------------------------------ | ---------------------- | ---------------------- | ---------------------- | ---------------------- | ---------------------- | ------------------- |
| 1993 | MM                                         | -                      | -                      | -                      | -                      | -                      | -                   |
| 1994 | Up'n Away                                  | 12 Oro                 | 17                     | 6                      | -                      | -                      | Up'n Away           |
| 1995 | I'll Follow The Sun                        | 23                     | 16                     | 18                     | -                      | -                      | Up'n Away           |
| 1995 | 4 On The Floor                             | 38                     | -                      | -                      | -                      | -                      | Up'n Away           |
| 1995 | Gonna Get Along (Without Ya Now)           | 31                     | -                      | -                      | -                      | -                      | Up'n Away           |
| 1996 | Coco Jamboo                                | 2 Platino              | 1                      | 1                      | 21                     | 8                      | We See The Same Sun |
| 1996 | I Give You My Heart                        | 7 Oro                  | 6                      | 12                     | -                      | 52                     | We See The Same Sun |
| 1996 | Show Me The Way                            | 28                     | 21                     | 18                     | -                      | -                      | We See The Same Sun |
| 1997 | JoJo Action                                | 4 Oro                  | 5                      | 3                      | -                      | 73                     | Nightclub           |
| 1997 | Take Me To The Limit                       | 11                     | 21                     | 16                     | -                      | -                      | Nightclub           |
| 1997 | Where Do I Belong (con Münchener Freiheit) | 48                     | -                      | 25                     | -                      | -                      | Nightclub           |
| 1998 | Happy People                               | 15                     | 17                     | 16                     | -                      | -                      | Nightclub           |
| 1999 | Give A Little Love                         | 13                     | 18                     | 8                      | -                      | -                      | Space Gate          |
| 1999 | Simbaleo                                   | 30                     | 24                     | 40                     | -                      |                        | Space Gate          |
| 2000 | Up'n Away 2K                               | -                      | -                      | -                      | -                      | -                      | A Kind Of... Best   |
| 2003 | Love, Sex & Sunshine                       | 23                     | -                      | 35                     | -                      | -                      | Forever & One Day   |
| 2003 | Forever & One Day                          | 51                     | -                      | 48                     | -                      | -                      | Forever & One Day   |
| 2005 | Sweat (A La La La La Long)                 | -                      | -                      | -                      | -                      | -                      | Solo en iTunes      |
| 2006 | Megamix 2006                               | -                      | -                      | -                      | -                      | -                      | Solo en iTunes      |

### Participaciones en otros proyectos
- 1996: Children ("Hand In Hand For Children e.V.")
- 1996: Love Message ("Love Message")
- 1997: Children Need A Helping Hand ("Hand In Hand For Children e.V.")
- 1998: Children Of The World ("Hand In Hand For Children e.V.")
- 2001: Future In Your Hand ("Hand In Hand For Children e.V.")

### Discos en solitario
- 1997: Reset feat. Dannii - You Got The Key
- 1998: Reset feat. Dannii - Egyptian Lover
- 2000: Marvin McKay feat. T-Seven - Ohne dich schlaf' ich heut' Nacht nicht ein (GER #42)
- 2001: T-Seven - Hey Mr. President (producido por Thomas Anders)
- 2001: T-Seven - Passion
- 2003: T-Seven - Copa Cabana
- 2006: Lunanova presents T-Seven - Let The Music Play
- 2006: Coyote Ugly & Myra  - Shake and go
- 2007: T-Seven - Es gibt nichts
- 2007: LayZee - YourLove (ComfortZone)

## Discografía
- 1995: Up’n Away – The Album

1. Intro
2. Up'n Away
3. 4 On The Floor
4. On My Mind
5. I Believe
6. Close To You
7. Never Leave Me
8. I'll Follow The Sun
9. Easy Come Easy Go
10. Sweet lies
11. Close To Your Heart
12. Gonna Geta A Long
13. I Would Die For You
14. Keep It Up
15. Outro

Algunas ediciones traen este bonus track
16. Up'n Away (Peter Groove Away Mix)
En 1996 Se publicó Up'N Away - The Special Album que incluyó 2 bonus tracks:
Coco Jamboo Christmas and Abba Medley.
- 1996: We See The Same Sun

1. Intro
2. Coco Jamboo
3. Side To Side
4. Goodbye Lonely Heart
5. I Give You My Heart
6. Love Zone
7. Show Me The Way
8. Olympic Dreams
9. You Can Get It
10. Don't You ever Stop
11. Turn It Up
12. Love The Way You Love Me
13. I Love To Love
14. Where The Sun Goes Down
15. Outro

- 1997: Mr. President (Edición de Estados Unidos, con canciones de sus dos primeros discos)

1. Intro
2. Coco Jamboo
3. Up 'N Away
4. Goodbye, Lonely Heart
5. I'll Follow The Sun
6. Show Me The Way
7. I Love The Way You Love Me
8. I Give You My Heart
9. 4 On The Floor
10. Turn It Up!
11. Gonna Get Along (Without Ya Now)
12. I Love To Love
13. I Believe
14. Outro

- 1997: Nightclub

1. So They Set Off (Intro)
2. You Can Dance
3. Hasta Manana
4. I Won't Let You Down
5. Jojo Action
6. Take Me To The Limit
7. Happy People
8. Where Do I Belong
9. Gonna Get Up
10. I Wanna Give My Heart To You
11. Take Your Chance
12. Inline-Outline
13. The Music Disappeared (Outro)

- 1997: Coco Jamboo Christmas (Exclusivo Japón) [Sencillo en CD]

- 1998: Happy People (Edición exclusiva en Japón)

1. Intro
2. Happy People
3. Coco Jamboo
4. Up'n Away
5. Goodbye, Lonely Heart
6. I'll Follow The Sun
7. Show Me The Way
8. I Love The Way You Love Me
9. I Give You My Heart
10. 4 On The Floor
11. Turn It Up
12. Gonna Get Along
13. I Love To Love
14. I Believe
15. Outro

- 1999: Spacegate

1. Opening
2. Space Gate
3. All I Wanna Do
4. When I Fall In Love
5. Looking For You
6. Simbaleo
7. I Can't Get Enough
8. FBI
9. Love Takes Two
10. Cachito Bandito
11. Give A Little Love
12. Everybody
13. On And On
14. Outro

iTunes aáde 2 bonus tracks...
1. The Abba Medley
2. Coco Jamboo - Stage Mix '99

- 2000: A Kind Of… Best! (Best Of)

1. Up'n Away 2K - Radio Edit 2000
2. Gonna Get Along - Radio Edit
3. Show Me The Way - Radio Edit
4. Coco Jamboo - Radio Version
5. Give A Little Love - Radio Edit
6. Take Me to The Limit - Stage Version 1998
7. Jojo Action - Radio Edit
8. Where Do I Belong - Christopher Dean's Piano Version
9. Ichi, Ni, San, Go!
10. I'll Follow The Sun
11. Happy People - Radio Edit
12. I'll be Home On Christmas Day - Special Christmas Version
13. Simbaleo - Radio Edit
14. 4 On The Floor
15. Coco Jamboo - Stage Version 1999
16. I Give You My Heart - Video Version
17. I Give You My Heart - Stage Outro

- 2000: Golden Super Hits (Best Of)

1. Give A Little Love
2. All I Wanna Do
3. Coco Jamboo
4. Space Gate
5. Up'n Away
6. Cachito Bandito
7. Hasta Manana
8. Where The Sun Goes Down
9. FBI
10. I Won't Let You Down
11. Gonna Get A Long
12. Love Zone
13. 4 On The Floor
14. I Can't Get Enough
15. Goodbye, Lonely Heart
16. I Would Die For You
17. Jojo Action
18. I Believe
19. Simbaleo
20. I Wanna Give My Love To You
21. On And On (Confirmed)

- 2003: Forever And One Day (Solo en Japón)

1. Constantly
2. You're The One For Me
3. Love, Sex & Sunshine
4. Forever & One Day
5. Every Little Move I Make
6. Watch Out For The Summer
7. You Are The Sun
8. Show Me Love
9. All In The Game
10. Jack In The Box
11. Smile
12. Jippijaeo
13. Let's Get It On
14. Miracle
15. Got To Get It
16. Scream
17. Recover
18. Love, Sex & Sunshine (Karaoke Version)
19. Love, Sex & Sunshine (M.Naruse & Tamekichi Sweet Beach Club Anthem )

- 2007: The Singles Collection

1. Jojo Action 3:52
2. Coco Jamboo 3:39
3. I Give You My Heart 3:36
4. Turn It Up! 3:43
5. Gonna Get Along (Without Ya Now) 4:25
6. 4 On The Floor 3:16
7. I Would Die 4 You 3:14
8. Show Me The Way 3:31
9. I Love To Love 3:10
10. A Kind Of Magic 3:45
11. Where The Sun Goes Down 3:27
12. Goodbye Lonely Heart 3:25
13. Love Zone 3:24
14. Olympic Dreams 3:36
15. Don't You Ever Stop 3:51
16. Children Need A Helping Hand 4:06
17. Jojo Action 5:09
18. Jojo Action 6:38

## Remixes Oficiales
- MM

Radio, Club, 12" Dancehall, 7" Dancehall, Rockfloor, Put It On Another Version
- Up'n Away

Radio, Extended, Club, Peter groove Away, Peter Dub
- Up'n Away 2000

Radio, Extended, Summer Of Bass, Peter Groove Away Classic House, Peter Groove Away Classic House longer
- 4 On the Floor

Extended, Rap, Komakino, Radio, Hard On The Floor, Mellow Club, Slipstream, Nightclub Tour Mix '98
- Gonna Get Along

Groovemaster K Fantasies, Groovemaster K Diamonds, Revil O Diskotheken-Hammer, Extended, House, Rap, Rave
- I'll Follow The Sun

Radio, Extended, Discotheque, Mix Version, Peter Parker Dub, Peter Parker Compact, DJ Perplexer
- Coco Jamboo

Extended, Groove, Put It On Another Version, Mousse T Extended Club, Mousse T Dangerous Club, Mousse T Instrumental Club, Radio, Instrumental, Jahkey B Happy Vocal, Jahkey B Happy Vocal Edit #1, Jahkey B Happy Vocal Edit #2, Jahkey B Make Me Happy Dub, Jahkey B Happy Vocal Edit, Dirty Rotten Scroundrel Botanical 12", Candy Club Ragga Jump, Chico Y Chico Tribal, CCs R & B, Chico Y Chico Tribal Radio, Candy Club, Urban Jam, Breakfast At Tiffany's, Space Cookie
- I Give You My Heart

Extended, Robin Masters Club, Stylus Full Tension Story, Stylus Super Sound Maxi, Candy Stations President, Video, Steven Edwards' Kick Drum, DJ L R G - 1 Tuff & Ruff, 
- Show Me The Way

Radio, Extended, Philharmonic Orchestra, Christmas, Candy Club's D-Floor, Candy Club's R&B Xperimental
- Jojo Action

Radio, Extended, Kraftwerk, Jazzy Funky Style, Put it on Another Version, Instrumental
- Take Me To The Limit

Radio, Extended, House, House Version incl. Beatboys for Mix-DJ's, Instrumental
- Happy People

Extended, Freestyle, Cuba Libre Salsa, Radio, MC 505 Special
- Give A Little Love

Radio, Extended, Dancehall Style, Robin Masters Latin, Samplemeyer Club
- Simbaleo

Radio, Extended, Dancehall Style Short, Dancehall Style, The Clubnight Special, Dancehall Style Instrumental, Dancehall Style Radio
- Love Sex And Sunshine

Radio, Extended, Dance Hall Style, Surround 5.1 Mix
- Sweat (A La La La La Long)

Radio, Extended